# 蘇聯共產黨第十九次全聯盟會議
蘇聯共產黨第十九次全聯盟會議（俄语：XIX всесоюзная конференция Коммунисти́ческой па́ртии Сове́тского Сою́за）是苏联共产党最後一次全聯盟會議，於1988年6月28日至7月1日在苏联莫斯科舉行。在這次會議中，時任蘇共中央委員會總書記米哈伊爾·戈巴契夫宣示了蘇共以及蘇聯政治體制改革的方向。

## 概要
1988年6月28日至7月1日，苏联共产党第十九次全聯盟會議在苏联莫斯科舉行，共有4,991名代表與會，代表當時全蘇聯約1,900萬名黨員。自第十八次全聯盟會議於1941年舉行以來，蘇共已40餘年未召開全聯盟會議。
在這次會議中，時任蘇共中央委員會總書記戈巴契夫宣示了蘇共以及蘇聯政治體制改革的方向。他在會議開幕演講中表示政治改革是當前的重要議題，並期冀蘇聯「沿著建立法治的社会主义国家的道路前進」。
第十九次全聯盟會議通過了《關於蘇維埃社會之民主化和政治體制的改革》（О демократизации советского общества и реформе политической системы）、《關於反官僚主義的鬥爭》（О борьбе с бюрократизмом）、《關於種族間的關係》（О межнациональных отношениях）、《關於開放政策》（О гласности）及《關於法律改革》（О правовой реформе）等五項主要決議，其中政治改革部分，會議決定推動修改《苏联宪法》，為各級苏维埃引入不記名投票和差额选举制度，並設立苏联人民代表大会取代苏联最高苏维埃為國家最高立法機關。
儘管因保守派的阻力被迫做出一些讓步，整體而言戈巴契夫仍在這次會議中取得了一次勝利。

## 外部連結
- 蘇聯共產黨第十九次全聯盟會議逐字紀錄 （页面存档备份，存于） （俄文）